# Manuel Madureira Dias
Manuel Madureira Dias (* 7. Januar 1936 in Tarouquela) ist Altbischof von Faro.

## Leben
Manuel Madureira Dias studierte Philosophie und Theologie am Priesterseminar des Erzbistums Évora, an der Päpstlichen Universität Gregoriana in Rom und an der Universität Coimbra. Er empfing am 25. Juni 1961 die Priesterweihe. Papst Johannes Paul II. ernannte ihn am 21. April 1988 zum Bischof von Faro. 
Der Erzbischof von Évora, Maurílio Jorge Quintal de Gouveia, spendete ihm am 19. Juni desselben Jahres die Bischofsweihe; Mitkonsekratoren waren Ernesto Gonçalves da Costa OFM, emeritierter Bischof von Faro, und Manuel Franco da Costa de Oliveira Falcão, Bischof von Beja.
Von seinem Amt trat er am 22. April 2004 zurück.